# Hokej na lodzie na Zimowym Olimpijskim Festiwalu Młodzieży Europy 2022 – turniej dziewcząt
Hokej na lodzie dziewcząt na Zimowym Olimpijskim Festiwalu Młodzieży Europy 2022 – jedna z dyscyplin rozgrywanych podczas festiwalu w dniach 21-25 marca 2022 w Kajaani. Areną zmagań była Kajaanin jäähalli.

## Faza grupowa
Grupa A
| 21 marca 2022 | Szwajcaria | 5:0 | Węgry | Kajaanin jäähalli, Kajaani |

| Szczegóły      | Szczegóły                                                                      | Szczegóły       | Szczegóły   | Szczegóły                                                                                       |
| -------------- | ------------------------------------------------------------------------------ | --------------- | ----------- | ----------------------------------------------------------------------------------------------- |
| Godzina: 18:30 | C. Eggli 05:13 A. Büchi 24:26 C. Eggli 26:25 A. L. Rossel 33:03 C. Eggli 44:02 | (1:0, 3:0, 1:0) |             | Widzów: 62 Sędzia główny: Reetta-Kaisa Lusi Sędziowie liniowi: Salla-Maaria Raitala Julia Halme |
| Godzina: 18:30 | 4 min. kar                                                                     |                 | 10 min. kar | Widzów: 62 Sędzia główny: Reetta-Kaisa Lusi Sędziowie liniowi: Salla-Maaria Raitala Julia Halme |

| 22 marca 2022 | Czechy | 4:1 | Szwajcaria | Kajaanin jäähalli, Kajaani |

| Szczegóły      | Szczegóły                                                                    | Szczegóły       | Szczegóły         | Szczegóły                                                                                      |
| -------------- | ---------------------------------------------------------------------------- | --------------- | ----------------- | ---------------------------------------------------------------------------------------------- |
| Godzina: 15:00 | K. Slavíčková 44:15 T. Pištěková 45:48 Z. Mazancová 55:49 B. Juříčková 56:11 | (0:0, 0:1, 4:0) | 22:12 E. Gaberell | Widzów: 16 Sędzia główny: Krista Palola Sędziowie liniowi: Salla-Maaria Raitala Pinja Leppänen |
| Godzina: 15:00 | 4 min. kar                                                                   |                 | 10 min. kar       | Widzów: 16 Sędzia główny: Krista Palola Sędziowie liniowi: Salla-Maaria Raitala Pinja Leppänen |

| 23 marca 2022 | Węgry | 0:4 | Czechy | Kajaanin jäähalli, Kajaani |

| Szczegóły      | Szczegóły  | Szczegóły       | Szczegóły                                                                    | Szczegóły                                                                               |
| -------------- | ---------- | --------------- | ---------------------------------------------------------------------------- | --------------------------------------------------------------------------------------- |
| Godzina: 15:00 |            | (0:3, 0:1, 0:0) | 06:32 A. Šapovalivová 16:14 E. Hotová 17:20 K. Slavíčková 21:05 A. Vaníčková | Widzów: 15 Sędzia główny: Reetta-Kaisa Lusi Sędziowie liniowi: Arttu Sirviö Julia Halme |
| Godzina: 15:00 | 4 min. kar |                 | 10 min. kar                                                                  | Widzów: 15 Sędzia główny: Reetta-Kaisa Lusi Sędziowie liniowi: Arttu Sirviö Julia Halme |

| Lp. | Zespół     | M | Pkt | Z | WpD | PpD | P | G+ | G- | +/- |
| --- | ---------- | - | --- | - | --- | --- | - | -- | -- | --- |
| 1   | Czechy     | 2 | 6   | 2 | 0   | 0   | 0 | 8  | 1  | +7  |
| 2   | Szwajcaria | 2 | 3   | 1 | 0   | 0   | 1 | 6  | 4  | +2  |
| 3   | Węgry      | 2 | 0   | 0 | 0   | 0   | 2 | 0  | 9  | -9  |

      = awans do finału,       = udział w meczu o 3. miejsce,       = udział w meczu o 5. miejsce
Grupa B
| 21 marca 2022 | Słowacja | 2:3 | Finlandia | Kajaanin jäähalli, Kajaani |

| Szczegóły      | Szczegóły                             | Szczegóły       | Szczegóły                                         | Szczegóły                                                                               |
| -------------- | ------------------------------------- | --------------- | ------------------------------------------------- | --------------------------------------------------------------------------------------- |
| Godzina: 12:30 | E. Donovalová 23:16 T. Blichová 28:36 | (0:0, 2:2, 0:1) | 26:41 T. Keränen 28:22 E. Kitula 59:41 P. Salonen | Widzów: 500 Sędzia główny: Krista Palola Sędziowie liniowi: Arttu Sirviö Pinja Leppänen |
| Godzina: 12:30 | 6 min. kar                            |                 | 0 min. kar                                        | Widzów: 500 Sędzia główny: Krista Palola Sędziowie liniowi: Arttu Sirviö Pinja Leppänen |

| 22 marca 2022 | Szwecja | 3:1 | Słowacja | Kajaanin jäähalli, Kajaani |

| Szczegóły      | Szczegóły                                                   | Szczegóły       | Szczegóły         | Szczegóły                                                                                   |
| -------------- | ----------------------------------------------------------- | --------------- | ----------------- | ------------------------------------------------------------------------------------------- |
| Godzina: 18:30 | E. Hedqvist 08:57 E. Bergeby Hallbeck 11:56 M. Hallin 12:23 | (3:0, 0:1, 0:0) | 39:35 T. Blichová | Widzów: 48 Sędzia główny: Reetta-Kaisa Lusi Sędziowie liniowi: Verneri Mikkonen Julia Halme |
| Godzina: 18:30 | 8 min. kar                                                  |                 | 2 min. kar        | Widzów: 48 Sędzia główny: Reetta-Kaisa Lusi Sędziowie liniowi: Verneri Mikkonen Julia Halme |

| 23 marca 2022 | Finlandia | 3:4 pd. | Szwecja | Kajaanin jäähalli, Kajaani |

| Szczegóły      | Szczegóły                                          | Szczegóły            | Szczegóły                                                                 | Szczegóły                                                                                     |
| -------------- | -------------------------------------------------- | -------------------- | ------------------------------------------------------------------------- | --------------------------------------------------------------------------------------------- |
| Godzina: 18:30 | P. Salonen 09:50 P. Salonen 44:56 S.Vanhanen 46:23 | (1:1, 0:0, 2:2, 0:1) | 05:21 O. Sohrner 48:33 E. Hedqvist 54:35 M. Gustafsson 61:11 S. Andersson | Widzów: 219 Sędzia główny: Henna Åberg Sędziowie liniowi: Pinja Leppänen Salla-Maaria Raitala |
| Godzina: 18:30 | 6 min. kar                                         |                      | 4 min. kar                                                                | Widzów: 219 Sędzia główny: Henna Åberg Sędziowie liniowi: Pinja Leppänen Salla-Maaria Raitala |

| Lp. | Zespół    | M | Pkt | Z | WpD | PpD | P | G+ | G- | +/- |
| --- | --------- | - | --- | - | --- | --- | - | -- | -- | --- |
| 1   | Szwecja   | 2 | 5   | 1 | 1   | 0   | 0 | 7  | 4  | +3  |
| 2   | Finlandia | 2 | 4   | 1 | 0   | 1   | 0 | 6  | 6  | 0   |
| 3   | Słowacja  | 2 | 0   | 0 | 0   | 0   | 2 | 3  | 6  | -3  |

      = awans do finału,       = udział w meczu o 3. miejsce,       = udział w meczu o 5. miejsce

## Faza pucharowa
Mecz o 5. miejsce
| 24 marca 2022 | Węgry | 0:3 | Słowacja | Kajaanin jäähalli, Kajaani |

| Szczegóły      | Szczegóły  | Szczegóły       | Szczegóły                                           | Szczegóły                                                                                  |
| -------------- | ---------- | --------------- | --------------------------------------------------- | ------------------------------------------------------------------------------------------ |
| Godzina: 15:00 |            | (0:1, 0:1, 0:1) | 02:33 L. Stern 20:58 Z. Dobiášová 52:02 T. Blichová | Widzów: 15 Sędzia główny: Henna Åberg Sędziowie liniowi: Arttu Sirviö Salla-Maaria Raitala |
| Godzina: 15:00 | 6 min. kar |                 | 10 min. kar                                         | Widzów: 15 Sędzia główny: Henna Åberg Sędziowie liniowi: Arttu Sirviö Salla-Maaria Raitala |

Mecz o 3. miejsce
| 24 marca 2022 | Szwajcaria | 1:5 | Finlandia | Kajaanin jäähalli, Kajaani |

| Szczegóły      | Szczegóły       | Szczegóły       | Szczegóły                                                                               | Szczegóły                                                                                 |
| -------------- | --------------- | --------------- | --------------------------------------------------------------------------------------- | ----------------------------------------------------------------------------------------- |
| Godzina: 18:30 | I. M. Wey 21:05 | (0:2, 1:2, 0:1) | 09:44 E. Lappalainen 11:13 P. Salonen 23:13 T. Keränen 31:16 A. Krook 58:03 S. Vanhanen | Widzów: 70 Sędzia główny: Reetta-Kaisa Lusi Sędziowie liniowi: Pinja Leppänen Julia Halme |
| Godzina: 18:30 | 10 min. kar     |                 | 8 min. kar                                                                              | Widzów: 70 Sędzia główny: Reetta-Kaisa Lusi Sędziowie liniowi: Pinja Leppänen Julia Halme |

Finał
| 25 marca 2022 | Czechy | 2:1 pk. | Szwecja | Kajaanin jäähalli, Kajaani |

| Szczegóły      | Szczegóły                                | Szczegóły                 | Szczegóły        | Szczegóły                                                                                  |
| -------------- | ---------------------------------------- | ------------------------- | ---------------- | ------------------------------------------------------------------------------------------ |
| Godzina: 13:00 | A. Šapovalivová 13:53 Z. Mazancová 65:00 | (1:0, 0:0, 0:1, 0:0, 1:0) | 50:04 O. Sohrner | Widzów: 195 Sędzia główny: Henna Åberg Sędziowie liniowi: Salla-Maaria Raitala Julia Halme |
| Godzina: 13:00 | 8 min. kar                               |                           | 12 min. kar      | Widzów: 195 Sędzia główny: Henna Åberg Sędziowie liniowi: Salla-Maaria Raitala Julia Halme |

## Klasyfikacja turnieju
| Lp.   | Drużyna    |
| ----- | ---------- |
| złoto | Czechy     |
|       | Szwecja    |
|       | Finlandia  |
| 4     | Szwajcaria |
| 5     | Słowacja   |
| 6     | Węgry      |